# Kuorarivier
De Kuorarivier (Zweeds: Kuorajoki) is een rivier binnen de Zweedse  provincie Norrbottens län. De rivier ontstaat aan de noordpunt van het Kuorajärvi (grootte 25 hectare) en stroomt noordwaarts naar de Ylinenrivier toe. De rivier is drie kilometer lang.